# 120mm minomet vzor 1938

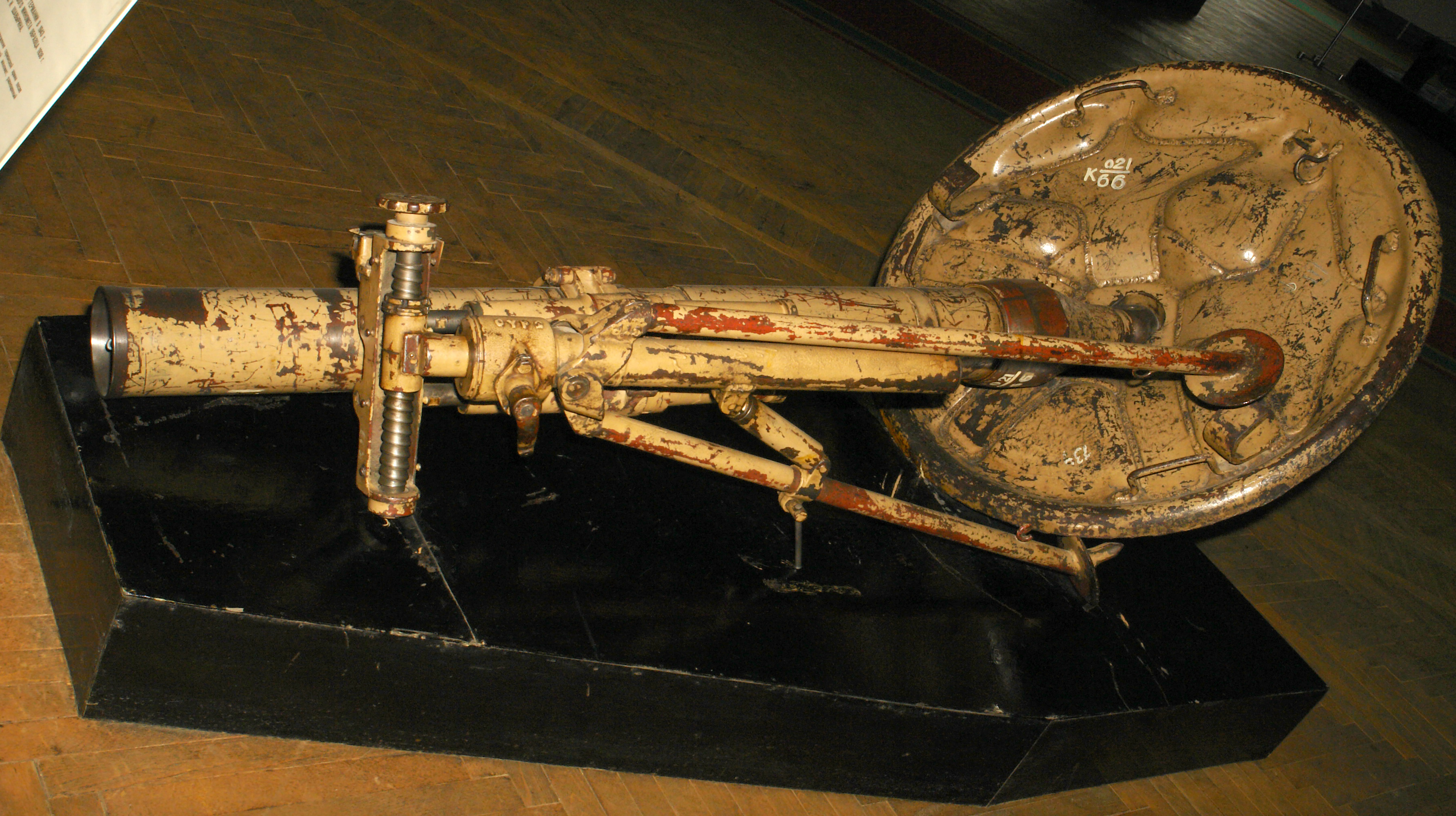
120mm minomet vz. 1938 - německá kopie

Plukovní 120mm minomet vzor 1938 byl úspěšný sovětský typ minometu, používaný ve druhé světové válce. V roce 1938 ho vyvinul sovětský konstruktér Boris Ivanovič Šavyrin a zanedlouho se zbraň začala sériově vyrábět.[zdroj?] Byla určena pro pěchotu a jednalo se prakticky o nejtěžší minomet, který mohl být transportován pěchotou bez použití techniky. Na počátku Velké vlastenecké války ukořistili mnoho minometů Němci, kteří je zařadili do své výzbroje. Vzhledem k tomu, že se jednalo o velmi zdařilý typ, začali ho vyrábět ve vylepšeném designu jako „12cm schwerer Granatwerfer 42“.
Minomet používal i 1. československý armádní sbor a po ukončení druhé světové války byl ve výzbroji Československé armády.[zdroj?] Minomet byl vyráběn i po válce a dodáván do mnoha zemích světa.

## Technické údaje
- Země původu: Sovětský svaz
- Ráže: 120 mm
- Bojová hmotnost: 280 kg
- Délka hlavně: 1,862 m
- Rozsah náměru: +45° až +80°
- Rozsah odměru: 6°
- Hmotnost střely: 16 kg
- Průměrná úsťová rychlost: 272 m/s
- Účinný dostřel: 6000 m